# Vicente Le Quang Liem
Vicente Lê Quang Liêm, in vietnamita Vinh Sơn Phạm Hiếu Liêm (Nam Dinh, 1732 – Vietnam, 7 novembre 1773), è stato un religioso e missionario vietnamita, martire della repressione anticristiana e santo per la Chiesa cattolica.

## Biografia
Era nato in un villaggio del Vietnam settentrionale; dalla madre, Monica Daeon de la Cruz, appartenente alla nobiltà tonchinese e fervente cattolica, ricevette una profonda educazione religiosa che gli fece decidere di entrare nell'Ordine domenicano, presente nel Tonchino con una comunità molto attiva. Compì gli studi a Manila nelle Filippine nel Colegio de San Juan de Letran insieme a quattro connazionali (Jose de Santo Tomas, Juan de Santo Domingo, Pedro Martir and Pedro de San Jacinto) e dopo l'ordinazione sacerdotale (1758) ritornò in Vietnam per svolgere attività missionaria.
Il 1º ottobre 1773, mentre stava celebrando la festa del Rosario in un villaggio, fu catturato dalle autorità che perseguitavano i cristiani. Dopo essere stato picchiato e invitato ad abiurare la sua fede, venne portato insieme al confratello Jacinto Castañeda, nella capitale, dove entrambi continuarono a diffondere il Vangelo. Processati davanti alla corte del re, vennero condannati e decapitati il 7 novembre. Dopo l'esecuzione, alcuni cristiani che erano presenti portarono via i loro corpi che vennero conservati nella città di Tru Linh.

## Culto
Dal Martirologio Romano al 7 novembre: "Nella città di Ket Chợ nel Tonchino, ora Viet Nam, santi Giacinto Castañeda e Vincenzo Lê Quang Liêm, sacerdoti dell'Ordine dei Predicatori e martiri, che coronarono con l'effusione del sangue le loro fatiche per il Vangelo sotto il regime di Trịn Sâm.